# Lilly Ungar
Lilly Ungar (geboren 30. August 1921 in Wien als Lilly Bleier; gestorben 1. Jänner 2023 in Bogotá) war eine österreichische Buch- und Kunsthändlerin, die seit 1938 in Kolumbien lebte und arbeitete. Seit dem Tod ihres Ehemannes Hans Ungar im Jahr 2004 war sie alleinige Inhaberin der Librería Central und der Galeria El Callejón in Bogotá.

## Leben und Werk
Lilly Bleier und ihre Zwillingsschwester entstammten einer wohlhabenden und angesehenen Familie von Geschäftsleuten. Der Vater besaß die Strumpffabrik Friedrich Bleier & Company in Wien-Mariahilf, die Mutter starb früh. Die Zwillinge hatten einen älteren Bruder, Raoul. Sie besuchten das Gymnasium Wenzgasse in Hietzing, dem 13. Wiener Gemeindebezirk. Nach der Annexion Österreichs im März 1938 konnte sie gerade noch zur Matura antreten. An ein Studium war wegen ihrer jüdischen Herkunft nicht zu denken. Die Bleiers verloren nach der Machtübernahme der Nazis alles, was sie hatten, die Firma und die Wohnung am Loquaiplatz. Sogar das Auto wurde von den Nazis geraubt. Folglich stellte sich für die Familie nicht die Frage der Flucht, sondern lediglich wohin und wie.

### Emigration
Raoul Bleier befand sich zur Zeit des Anschlusses gerade in Kolumbien, wo er einen Freund besuchte. Er blieb zur Sicherheit gleich dort und fand rasch Arbeit. Er übernahm die Vertretung eines großen US-amerikanischen Unternehmens. Es gelang ihm auch, Einreisepapiere für seinen Vater und die beiden Schwestern zu organisieren. Die Familie verließ Wien Anfang 1939. Sie reisten mit dem Zug nach Rotterdam und dann mit dem Schiff nach Barranquilla, von dort den Río Magdalena entlang nach Medellín. Bereits auf dem Schiff wurde fleißig spanisch gelernt. Lilly Bleier spricht mehrere Sprachen und fand schnell Arbeit. Ihr wurde vom Besitzer einer Textilfirma die Verantwortung für die Scheckbücher, die für ausländische Transaktionen notwendig waren, übertragen. Bald zog die Familie nach Bogotá.
Auf einer Zugfahrt lernte sie Hans Ungar kennen, der ebenfalls aus Wien geflüchtet war. Er entstammte einer großbürgerlichen Wiener Familie, die Modesalons und Pelzgeschäfte besaß, und hatte an der Hochschule für Welthandel studiert. Seine Eltern waren mit Stefan Zweig und Hermann Bahr befreundet. Er hatte allein flüchten müssen und arbeitete jetzt für einen britischen Bankier. Seine Eltern und sein Bruder waren nach wie vor in Wien. Hans Ungar und Lilly Bleier wurden ein Paar und heirateten. Aus der Ehe gingen ein Sohn und eine Tochter hervor.
Hans Ungar verlor seine ganze Ursprungsfamilie. 1942 wurden seine Eltern, Paul und Alice Ungar, im Vernichtungslager Sobibor ermordet, 1943 sein einziger Bruder, Fritz Heinz Ungar, im Konzentrationslager Auschwitz. Trotzdem blieb er Österreich sehr verbunden und reiste nach dem Untergang des NS-Regimes öfter nach Wien. „Ich dachte nie an Rückkehr, mein Mann schon,“ schildert Lilly Urban im Interview mit der Wiener Tageszeitung Kurier ihre damalige Haltung. Sie ist heute noch skeptisch: „Ich halte es für möglich, dass sich die Geschichte wiederholt.“

### Librería Central
1946 übernahm Hans Ungar zunächst als Geschäftsführer, später auch als Eigentümer die Librería Central. Sie war 1926 von dem Österreicher Pablo Wolf gegründet worden. Seine Frau war auch in geschäftlichen Angelegenheiten seine Partnerin und unterstützte ihn auch 1956, als er zusätzlich eine Kunstgalerie eröffnete, die Galeria El Callejón, heute die älteste Galerie des Landes. Das Programm war klar konturiert, international bekannte Namen aus Europa, beispielsweise Oskar Kokoschka, und junge aufstrebende Künstler Kolumbiens, beispielsweise Fernando Botero.
Ihr Ehemann unterrichtete auch an der Universidad de los Andes, moderierte eine wöchentliche Literatursendung im Radio und publizierte in Zeitungen und Zeitschriften. Das Ehepaar hielt Kontakt zu vielen Emigranten und die Buchhandlung wurde rasch ein Treffpunkt für Intellektuelle, Künstler und Politiker aus ganz Lateinamerika. Zum Freundeskreis zählten eine Reihe von Exilanten aus Österreich, darunter Erich Arendt, Paul Engel, Lore Friedmann, aus der Familie Altmann stammend, und ihr Ehemann Fritz, Trude Krakauer, Franz Lichtenberg, Margot Neumann und Gerardo Reichel-Dolmatoff, ein in Salzburg geborener Anthropologe.
Lilly Ungar wohnte in einer Backsteinvilla mit der größten Privatbibliothek Kolumbiens, gelegen an den Hängen von Santa Fe de Bogotá. Sie stand bis März 2020 täglich in der Buchhandlung und wurde von Kunden und Mitarbeitern Doña Lilly genannt.